# Olympus C-900 zoom
Olympus C-900 zoom — компактная любительская цифровая камера с разрешением 1,3 Мпикс в пластиковом корпусе. Анонсирована 2 ноября 1998 года. С производства снята. В США известна под названием Olympus D-400 Zoom.
Оснащена COM-портом и ТВ-выходом. Варио-объектив камеры складной, с 3× зумом. Режим программной линии — единственный режим камеры. Присутствует пластмассовое штативное гнездо 1/4". Видоискатель прямой параллаксный, синхронизирован с вариообъективом по фокусному расстоянию. Ручная фокусировка реализована для двух фиксированных дистанций до объекта: 2,5 метра и «бесконечность». Устанавливается с помощью одной из двух кнопок.